# Dichapetalum sessiliflorum
Dichapetalum sessiliflorum är en tvåhjärtbladig växtart som beskrevs av Leenh.. Dichapetalum sessiliflorum ingår i släktet Dichapetalum och familjen Dichapetalaceae. Inga underarter finns listade i Catalogue of Life.